# Konstantia Maria Bergeron
Konstantia Maria Bergeron (Berggren), född Asker 24 mars 1816 i Jönköping, död 8 oktober 1903 i Adolf Fredriks församling i Stockholm, var en svensk författare och skribent. Under vinjetten "Dufvo-Poster från Paris" skrev hon artiklar i Jönköpingsbladet, bland annat under revolutionerna 1848. Dessa texter gavs senare även ut i bokform med titeln Före, under och efter revolutionen i Paris 1848 (Jönköping, 1848), utgiven av Johan Sandwall.
Hon var gift med hotellvärden Fredrik Napoleon Bergeron (ursprungligen Berggren, 1815–1872) i Paris. Hennes bror var Ferdinand Asker.